# (3924) Birch
(3924) Birch est un astéroïde de la ceinture principale.

## Description
(3924) Birch est un astéroïde de la ceinture principale. Il fut découvert le 11 février 1977 à Palomar par Edward L. G. Bowell et Charles T. Kowal. Il présente une orbite caractérisée par un demi-grand axe de 2,70 UA, une excentricité de 0,11 et une inclinaison de 6,7° par rapport à l'écliptique.

## Compléments